# Rhynchotheca spinosa
Rhynchotheca spinosa là một loài thực vật có hoa trong họ Vivianiaceae. Loài này được Ruiz & Pav. miêu tả khoa học đầu tiên năm 1798.